# Xysticus pigrides
Xysticus pigrides is een spinnensoort uit de familie van de krabspinnen (Thomisidae).
De wetenschappelijke naam van de soort werd in 1929 door Cândido Firmino de Mello-Leitão gepubliceerd als nomen novum voor Thomisus piger Blackwall, 1865 NON Walckenaer, 1837 (nu Tmarus piger), nadat de soort van Blackwall in 1883 door Eugène Simon al als Xysticus piger in het geslacht Xysticus was geplaatst.